# Старый Юмралы
Ста́рый Юмралы́ (тат. Иске Йомралы) — село в Апастовском районе Республики Татарстан, административный центр Староюмралинского сельского поселения.

## География
Село находится в бассейне реки Улема, в 11 км к юго-востоку от районного центра — посёлка городского типа Апастово. 

## История
Название, вероятно, происходит от чувашского Йăмралă [йомралы] - ветловое место (йăмра - ветла + лă)
Село основано не позднее 1646 года. В XVIII – первой половине XIX веков жители относились к категории государственных крестьян. Основные занятия жителей в этот период – земледелие и скотоводство, был распространён мукомольный промысел.
В «Списке населенных мест по сведениям 1859 года», изданном в 1866 году, населённый пункт упомянут как казённая деревня Старые Юмрали 2-го стана Тетюшского уезда Казанской губернии. Располагалась при речке Юмралинке, по левую сторону торгового тракта из Тетюш в Свияжск, в 24 верстах от уездного города Тетюши и в 35 верстах от становой квартиры во владельческом селе Знаменское (Чипчаги). В деревне в 118 дворах жили 713 человек (353 мужчины и 360 женщин). Была мечеть.
В начале XX века в селе функционировали мечеть, медресе, 4 ветряные мельницы, крупообдирка, 5 мелочных лавок. В этот период земельный надел сельской общины составлял 1636,1 десятины.
В 1919 году в селе открыта начальная школа. С 1929 года село входило в сельхозартель «Кызыл куч».
До 1920 года село входило в Больше-Шемякинскую волость Тетюшского уезда Казанской губернии. С 1920 года в составе Тетюшского, с 1927 года – Буинского кантонов ТАССР. С 10 августа 1930 года в Апастовском, с 1 февраля 1963 года в Тетюшском, с 4 марта 1964 года в Апастовском районах.

## Население
| 1782 | 1859 | 1897 | 1908 | 1920 | 1926 | 1938 | 1949 | 1958 | 1970 | 1979 | 1989 | 2002 | 2010 | 2015 |
| ---- | ---- | ---- | ---- | ---- | ---- | ---- | ---- | ---- | ---- | ---- | ---- | ---- | ---- | ---- |
| 121  | 713  | 1376 | 1601 | 1554 | 1110 | 1171 | 852  | 740  | 752  | 658  | 479  | 417  | 386  | 405  |

Национальный состав села: татары.

## Экономика
Жители работают преимущественно в сельскохозяйственном предприятии «Свияга», занимаются  молочным скотоводством, полеводством, свиноводством.

## Инфраструктура
В селе действуют дом культуры, детский сад, фельдшерско-акушерский пункт, средняя школа, библиотека.
Через село проходит автомобильная дорога регионального значения 16К-0369 «Апастово — Тетюши».

## Религия
Мечеть (2001 год).